# Artigues (Var)
Artigues é uma comuna francesa na região administrativa da Provença-Alpes-Costa Azul, no departamento de Var. Estende-se por uma área de 31,85 km². Em 2010 a comuna tinha 279 habitantes (densidade: 8,8 hab./km²).